# 岡部又右衛門

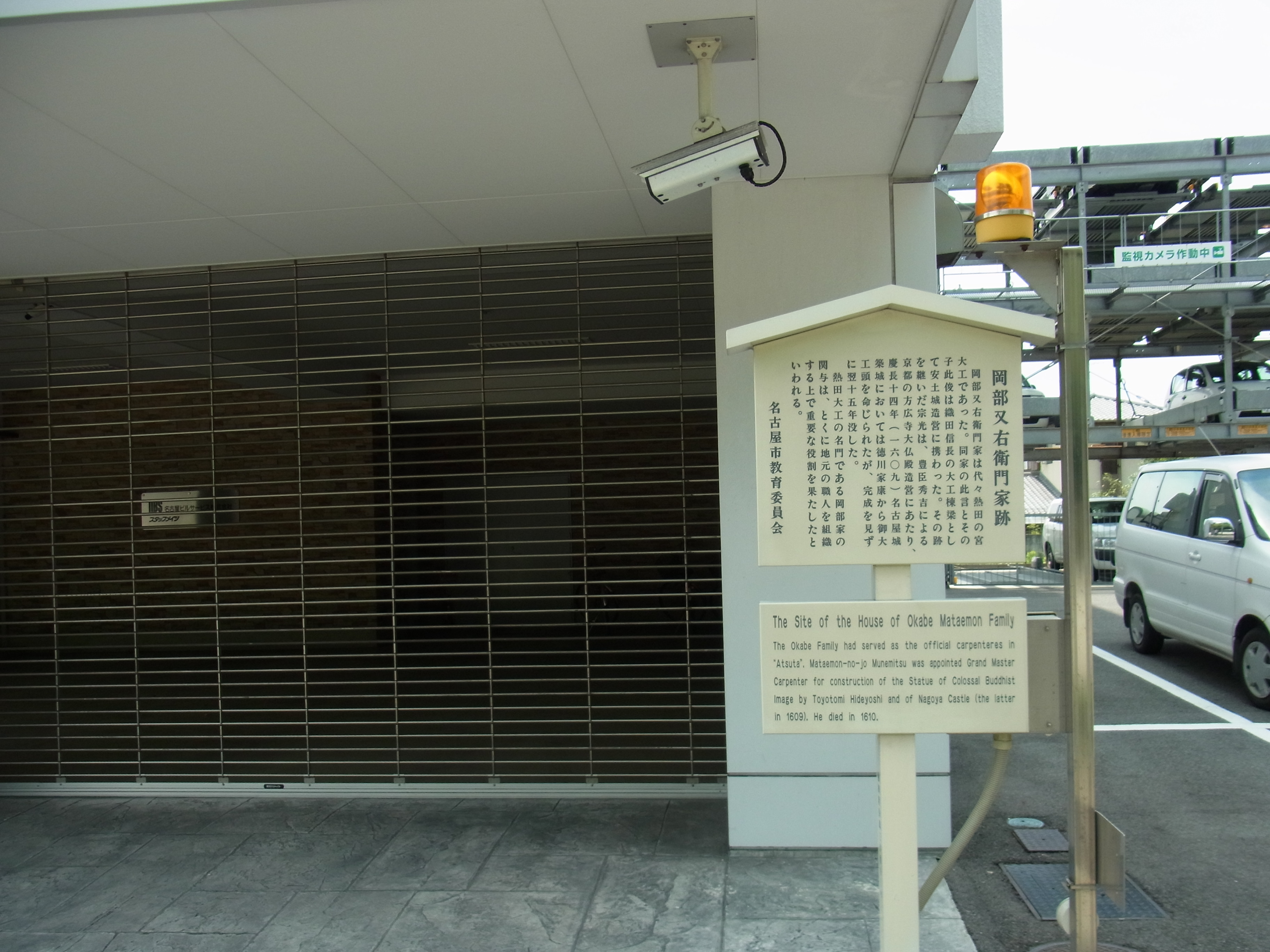
岡部家跡（名古屋市熱田区）

岡部 又右衛門（おかべ またえもん、生没年不詳）は、室町時代から安土桃山時代の番匠。正七位上修理亮の官位を得たという。諱は以言、吉方とも伝わる。

## 経歴
尾張の大工で、熱田神宮の宮大工の棟梁。『岡部家由緒書』に拠れば、岡部家は室町幕府将軍家の修理亮を勤めた家柄とされる。
天正元年（1573年）に近江・佐和山の山麓で長さ30間、幅7間、櫓100挺の大型軍船を建造（『信長公記』巻六）。天正3（1575年）、信長の熱田神宮造営に被官大工として参加した。
安土城築城では大工棟梁として、5重7階の天守造営を子の岡部以俊（岡部又兵衛）と共に指揮し、その功により織田信長より「総大匠司」の位と「日本総天主棟梁」の称号を与えられ小袖を拝領した。
本能寺の変の際、本能寺に信長と同宿しており、以俊と共に戦死したとの説があるが、変後は織田信雄に仕え、天正11年（1583年）8月27日に尾張国中島郡赤池郷を、さらに9月17日に熱田にて200貫文の地を宛がわれている（張州雑志・分限帳）。没年は不明だが、死後に以俊の子の宗光が相続し、「岡部又兵衛」を名乗った。
なお、現在の名古屋市熱田区にあった岡部屋敷跡には名古屋市教育委員会によって史跡表札が立てられている。

## 参考資料
- “岡部又右衛門”.   コトバンク. 2015年8月17日閲覧。
- 「織田信長家臣人名事典【第二版】」 谷口克広 吉川弘文館　ISBN 4642014578